# Fossa norvegese

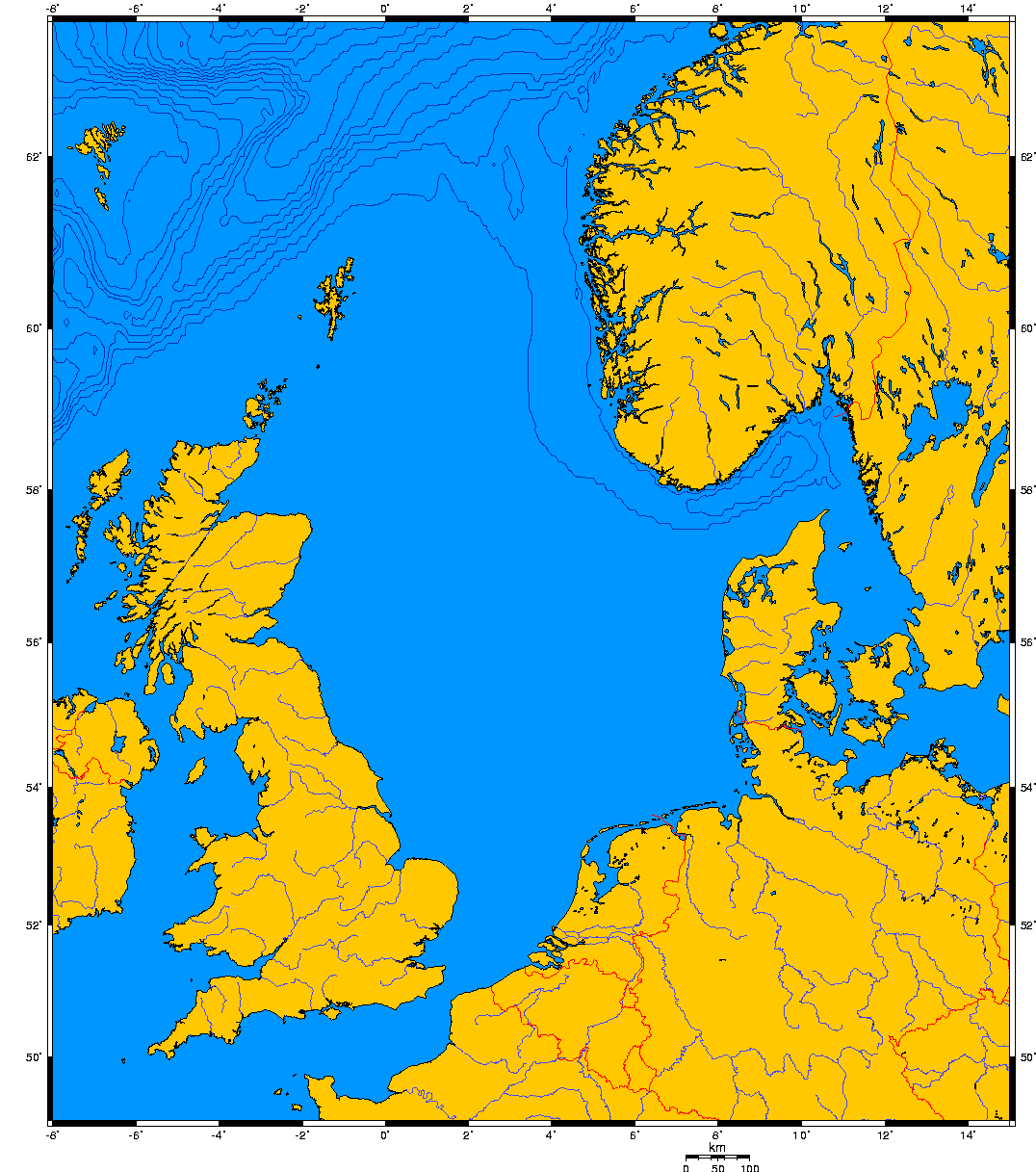
Carta del Mar del Nord; la fossa norvegese è facilmente visibile lungo la costa della Norvegia

La fossa norvegese è una lunga depressione del fondo marino, che si sviluppa lungo la costa meridionale della Norvegia, tra la penisola di Stad a nordovest e il fiordo di Oslo a sudest. 
Raggiunge una profondità di 730 m all'altezza del Skagerrak (in confronto alla profondità media del Mare del Nord inferiore ai 100 m).
Non si tratta di una vera e propria fossa oceanica, bensì di una formazione creata dall'erosione delle correnti glaciali nel corso di 1,1 milioni di anni. 
Effettivamente, il sito si trovava alla confluenza dei ghiacciai provenienti dal sudovest della Norvegia, dal sud della Svezia e dal Mar Baltico.